# Todor Jonov
Todor Jonov (* 11. května 1976, Plovdiv, Bulharsko) je bulharský fotbalový obránce, hráč rakouského klubu SC Retz. Pracuje i jako hráčský agent, zastupuje mj. české fotbalisty v Bulharsku.
Mezi jeho oblíbené kluby patří Real Madrid, PFK Levski Sofia a SK Slavia Praha, mezi uznávané hráče Alessandro Nesta a Tomáš Řepka. Deset let strávil v moravském klubu 1. SC Znojmo, kde se i usadil.
Má dceru Viktorii a syna Alexe. Jeho mladší bratr Stefan je fotbalovým brankářem, další mladší bratr Dimitar se kopané věnoval v minulosti.

## Klubová kariéra
Odchovanec bulharského klubu Lokomotiv Plovdiv prošel v Bulharsku celou řadou týmů.
V českém klubu 1. SC Znojmo působil od ledna 2005, kdy klub hrál třetí ligu. Do ČR se dostal s pomocí Františka Kašpaříka. Byl i na testech ve Slavii Praha, z angažmá sešlo. Později v týmu Znojma převzal roli kapitána a v sezóně 2012/13 s ním postoupil jako vítěz Fotbalové národní ligy 2012/13 do nejvyšší české soutěže - Gambrinus ligy sezóny 2013/14.
V lednu 2015 odešel ze Znojma do rakouského klubu SC Retz hrajícího 1. Landesligu Niederösterreich (4. rakouská liga).